# Dactylellina huisuniana
Dactylellina huisuniana är en svampart som först beskrevs av J.L. Chen, T.L. Huang & Tzean, och fick sitt nu gällande namn av M. Scholler, Hagedorn & A. Rubner 1999. Dactylellina huisuniana ingår i släktet Dactylellina och familjen vaxskålar.   Inga underarter finns listade i Catalogue of Life.